# يان دوليهال
يان دوليهال هو لاعب كرة قدم كرواتي في مركز الهجوم، ولد في 12 فبراير 1993 في زغرب في كرواتيا. شارك مع منتخب كرواتيا تحت 19 سنة لكرة القدم. أما مع النوادي، فقد لعب مع نادي لوكوموتيفا.

## وصلات خارجية
- يان دوليهال على موقع اتحاد كرواتيا (الكرواتية)
- يان دوليهال على موقع قاعدة بيانات كرة القدم.إي يو (الإنجليزية)
- يان دوليهال على موقع Soccerway.com (الإنجليزية)
- يان دوليهال على موقع عالم كرة القدم.نت (الإنجليزية)